# 마리오 바탈리

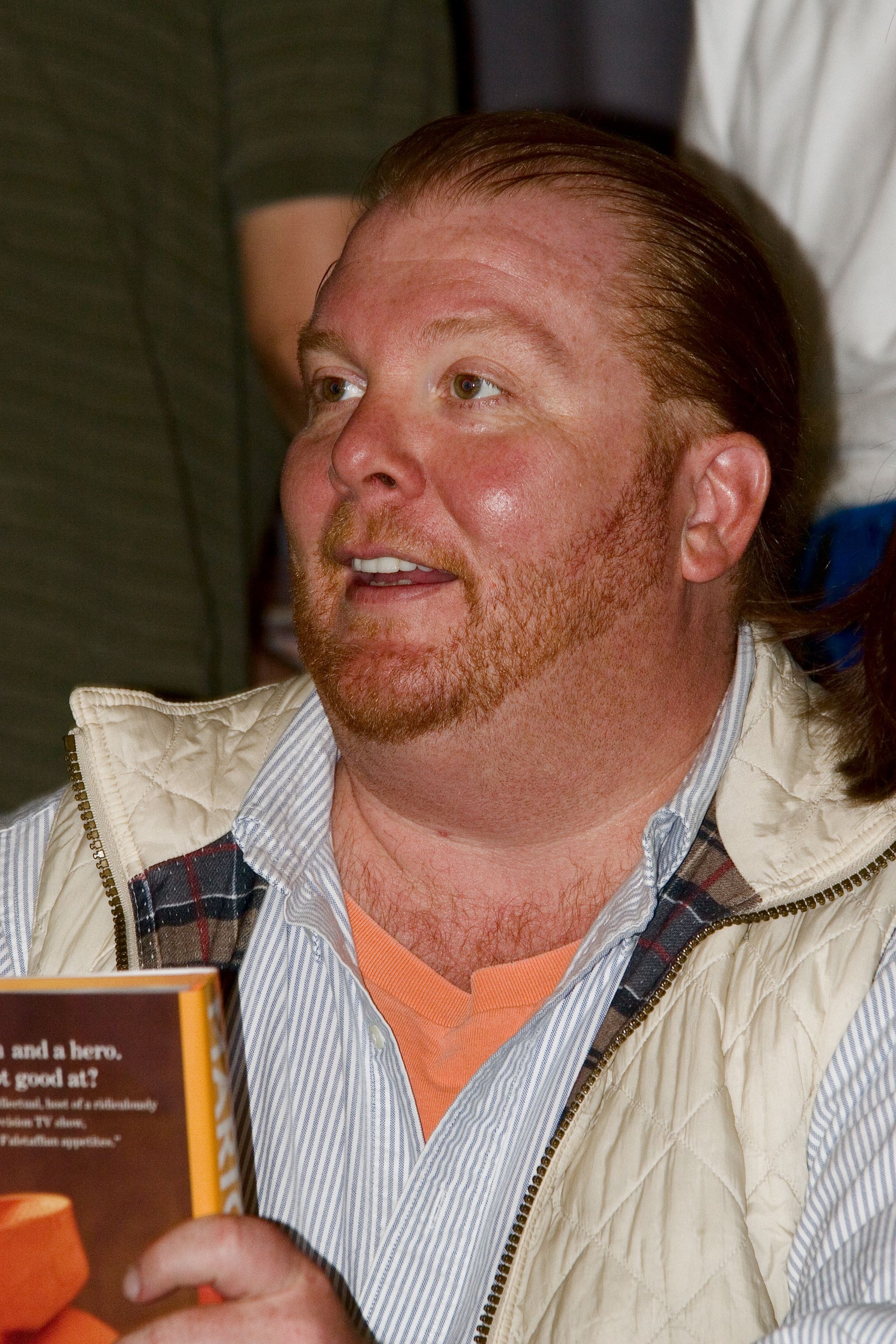
마리오 바탈리

마리오 바탈리(Mario Batali, 1960년 9월 19일 ~ )는 미국의 요리사로, Babbo Ristorante e Enoteca라는 레스토랑을 소유하고 있다. 1999년에 GQ 올해의 남성에 선정되었다.